# Савенко, Пётр Назарович
Пётр Наза́рович Саве́нко (1795—1843) — профессор хирургии и окулистики Императорская медико-хирургическая академия.

## Биография
Родился в 1795 году в Екатеринославской губернии.
В 1813 году поступил в Петербургскую медико-хирургическую академию и окончил её «весьма успешно». Как один из лучших выпускников, П. Н. Савенко был послан за границу для совершенствования в хирургии и окулистике. В течение нескольких лет он работал в клиниках Франции, Англии, Германии.
По возвращении в 1822 г. исправлял должность адъюнкта по кафедре окулистики. Им совместно с Саломоном написана работа «Описание глазной болезни (трахомы) между матросами Кронштадтского порта» («Военно-медицинский журнал», 1823).
За диссертацию «Gentamen anatomico-pathologicum de melanosi» в 1824 г. получил степень доктора медицины и хирургии. Получив в 1827 г. звание адъюнкт-профессора окулистики, составил «Описание кавказских минеральных вод» (СПб., 1828). Как лучший знаток вод, Савенко был назначен членом комитета по устройству их.
С 1831 г. ординарный профессор хирургии, а после лекции «о мозговике» получил кафедру теоретической хирургии, которую и занимал до 1839 г.
Им написаны: «В Помпее найденные инструменты» («Frorips Notizen», 1822, № 4), «Об озноблениях и ожогах», «О бедро-мышечной и бедро-тазовой немочи» («Военно-мед. журнал», 1835), «История литотритии» (ib. 1839) и некот. др. Труды С. отличаются систематическим изложением и строго научными выводами.